# Jewna
Jewna (in bielorusso Еўна?, Eŭna; in lituano Jaunė, lett. "giovane donna"; ... – 1344 circa) era la figlia del principe Ivan di Polack e moglie di Gediminas, Granduca di Lituania dal 1316 al 1341.
Viene menzionata nelle fonti scritte una sola volta, nella cronaca di Bychowiec, una fonte non coeva e poco affidabile. Pertanto, alcuni storici mettono in serio dubbio la sua esistenza, sebbene le opere di riferimento moderne la citino tradizionalmente tra i membri della dinastia gediminide.

## Una figura misteriosa
Non esistono certezze su quante mogli ebbe Gediminas. La cronaca di Bychowiec ne riporta tre: Vida di Curlandia, Olga di Smolensk e Jewna di Polotsk, di fede ortodossa, al contrario delle prime due pagane, e morta nel 1344 o 1345. Stephen Christopher Rowell afferma che Gediminas avrebbe avuto solo una moglie, una duchessa pagana di origini sconosciute. A sostegno della propria tesi, afferma che se si fosse celebrato un importante matrimonio con una principessa rutena o polacca come Jewna, questo evento sarebbe stato riportato in scritti dell'epoca.
La cronaca di Bychowiec racconta che, dopo la morte di Jewna, i fratelli Algirdas e Kęstutis divennero scontenti dell'operato di Jaunutis, scelto da Gediminas come suo erede, e lo deposero perciò poco tempo più tardi. Questo episodio è stato interpretato nel senso che la posizione già debole di Jaunutis fosse stata supportata solo fin quando questa non morì. Se tale interpretazione fosse esatta, allora testimonerebbe il potere e l'influenza della regina madre nella Lituania pagana.